# Lygodactylus roellae
Lygodactylus roellae — вид геконоподібних ящірок родини геконових (Gekkonidae). Ендемік Мадагаскару. Описаний у 2022 році. 

## Поширення і екологія
Lygodactylus roellae мешкають на схилах гір Ампоціди і Андреворево на півночі острова Мадагаскар.